# Silvio Pietroboni
Silvio Pietroboni (Milão, 9 de abril de 1904 - 18 de fevereiro de 1987) foi um futebolista italiano.

## Carreira
Conquistou a medalha de bronze 1928, com a Seleção Italiana de Futebol.